# Stazione di Sasazuka
La stazione di Sasazuka (笹塚駅?, Sasazuka-eki) è una stazione ferroviaria di Tokyo che si trova a Shibuya, passante per la linea Keio e termine ufficiale per la nuova linea Keio.

## Linee
Keiō Corporation
● Linea Keiō
● Nuova linea Keiō

## Struttura
La stazione dispone di due banchine a isola con quattro binari passanti su viadotto.
| 1 | ● Linea Keiō       | per Meidaimae, Chōfu, Hashimoto, Keiō-Hachiōji e Takaosanguchi (Dalla nuova linea Keio) |
| 2 | ● Linea Keiō       | per Meidaimae, Chōfu, Hashimoto, Keiō-Hachiōji e Takaosanguchi (Dalla nuova linea Keio) |
| 3 | ● Nuova linea Keiō | per linea Shinjuku della metropolitana di Tokyo                                         |
| 4 | ● Linea Keiō       | per Shinjuku                                                                            |

## Stazioni adiacenti
| «                               | Servizio                                            | »          |
| Linea Keiō                      | Linea Keiō                                          | Linea Keiō |
| ------------------------------- | --------------------------------------------------- | ---------- |
| Shinjuku                        | Locale                                              | Daitabashi |
| Shinjuku                        | Semi-Espresso Limitato Espresso Semiespresso Rapido | Meidaimae  |
| L'Espresso Limitato non fermano |                                                     |            |
| Nuova linea Keiō                |                                                     |            |
| Hatagaya                        | Locale                                              | Daitabashi |
| Hatagaya                        | Espresso Semiespresso Rapido                        | Meidaimae  |